# Struktuur68

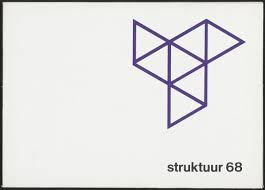
Beeldmerk

Struktuur68 is een atelier in Den Haag voor kunstenaars die met keramiek werken. Het is in 1968 opgericht door Henk Trumpie en Jacques van Gaalen. Het bedrijf heeft zich gespecialiseerd in het realiseren van grote sculpturen en reliëfs in openbare en particuliere ruimten, zowel binnen als buiten. Sinds de oprichting heeft het atelier met enkele honderden kunstenaars gewerkt onder wie Karel Appel, Armando, Hans van Bentem, Johan Creten, Cor Dam, Dora Dolz, Daan van Golden, Carl Henning Pedersen, Lucebert, Ingrid Mol, David Vandekop en Anne Wenzel.

## Geschiedenis
De oprichters van Struktuur68 waren in de jaren 1960 werkzaam op de afdeling Monumentale eigentijdse keramiek van De Porceleyne Fles in Delft. De behoefte onder beeldend kunstenaars om monumentaal werk in keramiek uit te voeren leidde tot de oprichting van een apart atelier in de binnenstad van Den Haag. Aanvankelijk waren het vooral de kunstenaars uit de (omgeving van) CoBrA die geïnteresseerd waren in het keramisch materiaal. Zij experimenteerden er mee in Tegelen in 
Limburg en in het Italiaanse Albisola en kwamen vervolgens terecht bij De Porceleyne Fles en daarna bij Struktuur68. Er werd een uitgebreid palet van felgekleurde glazuren ontwikkeld, iets wat tot dan toe ongekend was voor keramiek die ook buiten komt te staan. In 1983 organiseerde Struktuur68 het symposium 'Klei en Kunst' - met medewerking van Benno Premsela en een performance van Han Bennink - dat ervoor zorgde dat keramiek als medium in de beeldende kunst nadrukkelijk onder de aandacht kwam. De stichting Promotie Monumentale Keramiek organiseerde in de jaren 1990 samen met Struktuur68 en als gastconservator Christhilde Klein diverse grote tentoonstellingen in Nederland en Spanje, zoals Cramica Habitat in Barcelona en Brandend Zand in museum Beelden aan Zee te Scheveningen.

## Monumentale werken
Sinds de oprichting zijn door Struktuur68 meer dan 1000 sculpturen gerealiseerd, vooral in de openbare ruimte van Nederland maar ook daar buiten. Bekend zijn de monumentale beelden van Jan Snoeck zoals Dialoog in Deventer (2001), de zuil van Lucebert bij het Rode Kruis Ziekenhuis in Beverwijk (2004), Vanitas (chaise longue) van Dora Dolz in Rotterdam (1988), Smakkelaarsveld van David Vandekop in Utrecht (1987) en de fontein Wateringse Veld van Hans van Bentem in Den Haag (2010).
De beelden worden eerst massief opgebouwd om na de eerste droging in stukken verdeeld en versneden te worden. De stukken worden uitgehold en bij een temperatuur van 1170 graden gebakken, geglazuurd en vervolgens weer gebakken. Daarna wordt het beeld meestal ter plekke gemonteerd en definitief geplaatst. De maatvoering is vrijwel onbeperkt zoals te zien is bij de monumentale fontein van 8 meter hoog die Anne Wentzel in 2016 maakte voor de rechtbank in Zwolle.

## Fotogalerij

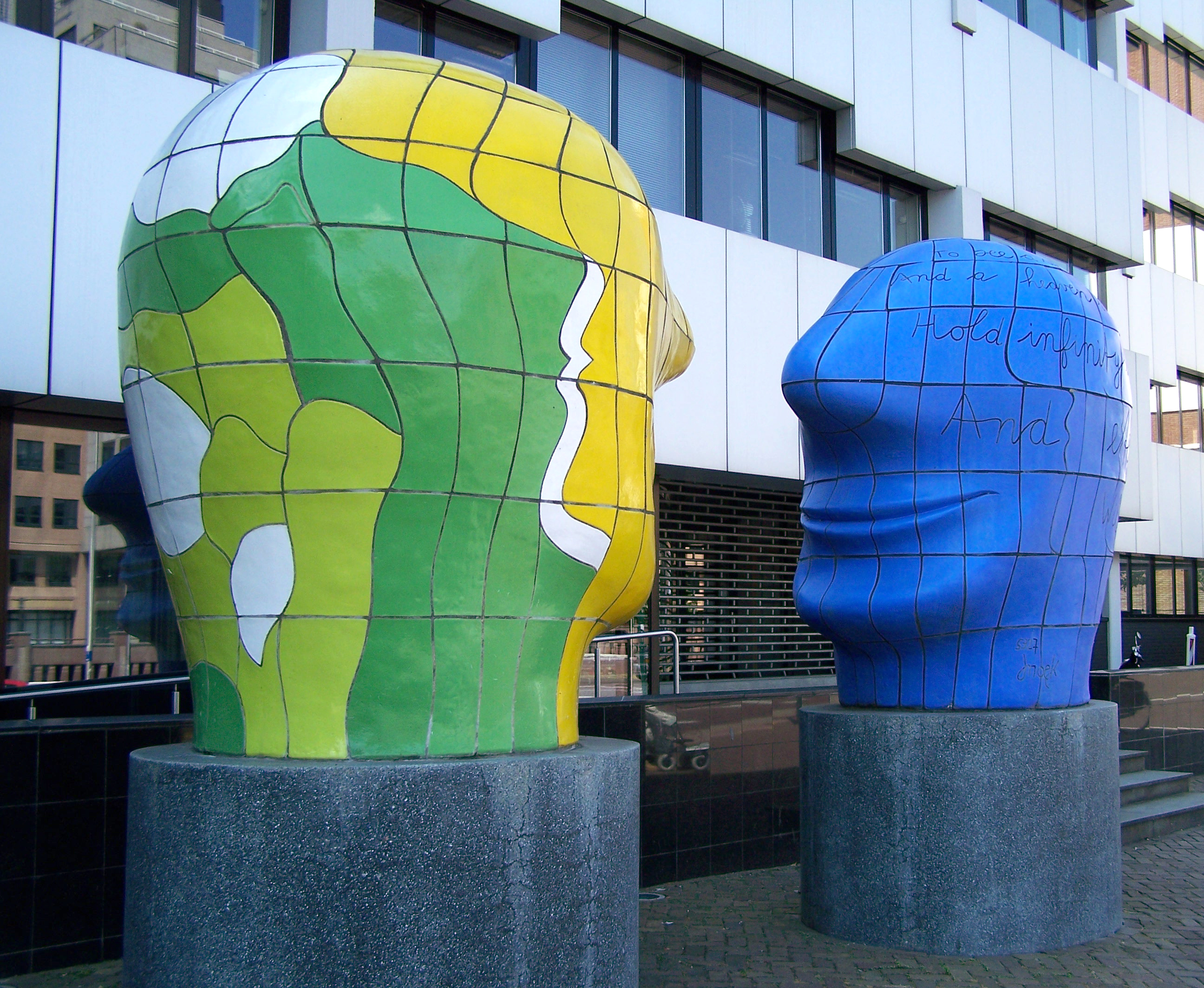
Jan Snoeck, Dialoog in Deventer (2001)
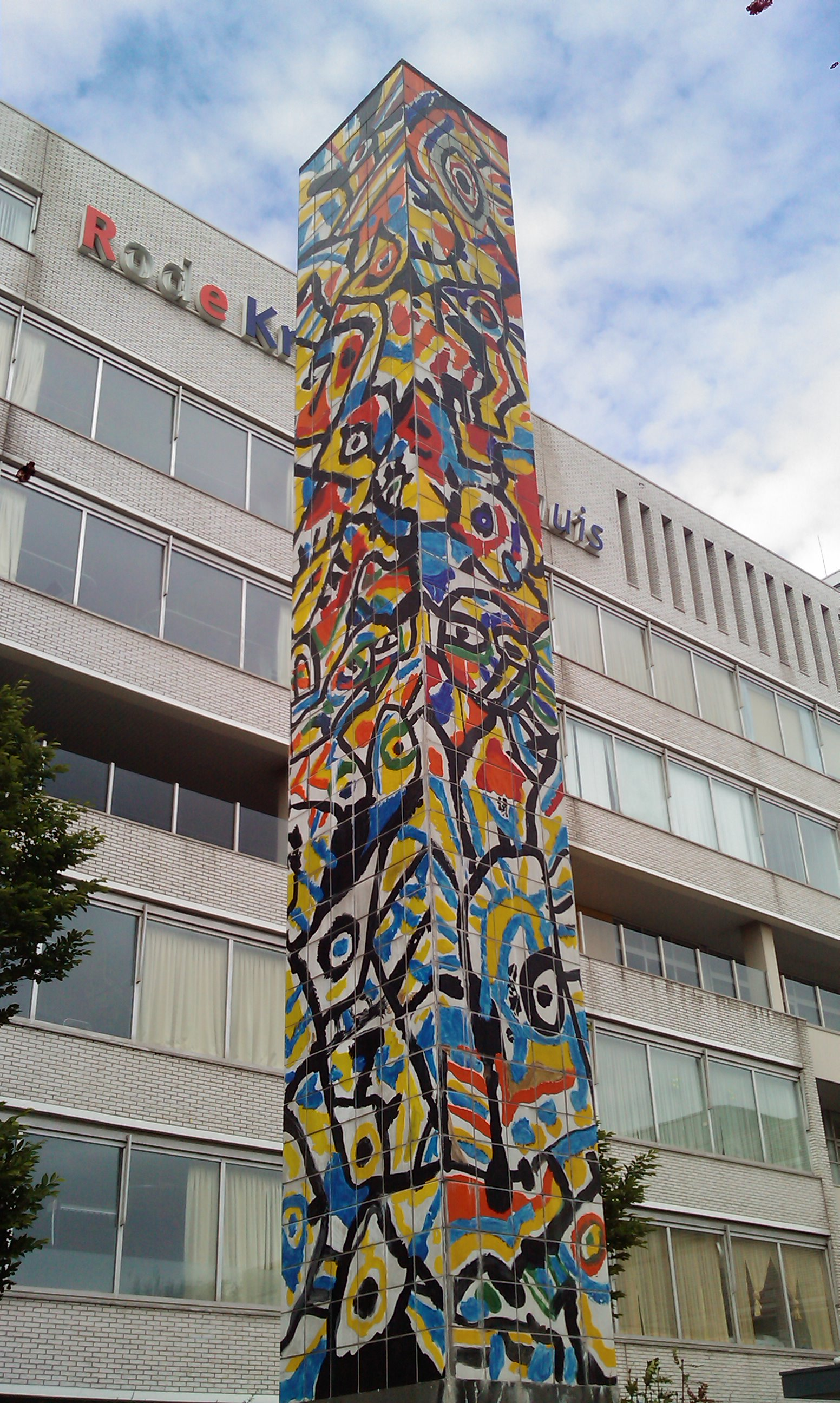
Lucebert, zuil voor Rode Kruis Ziekenhuis in Beverwijk (2004)
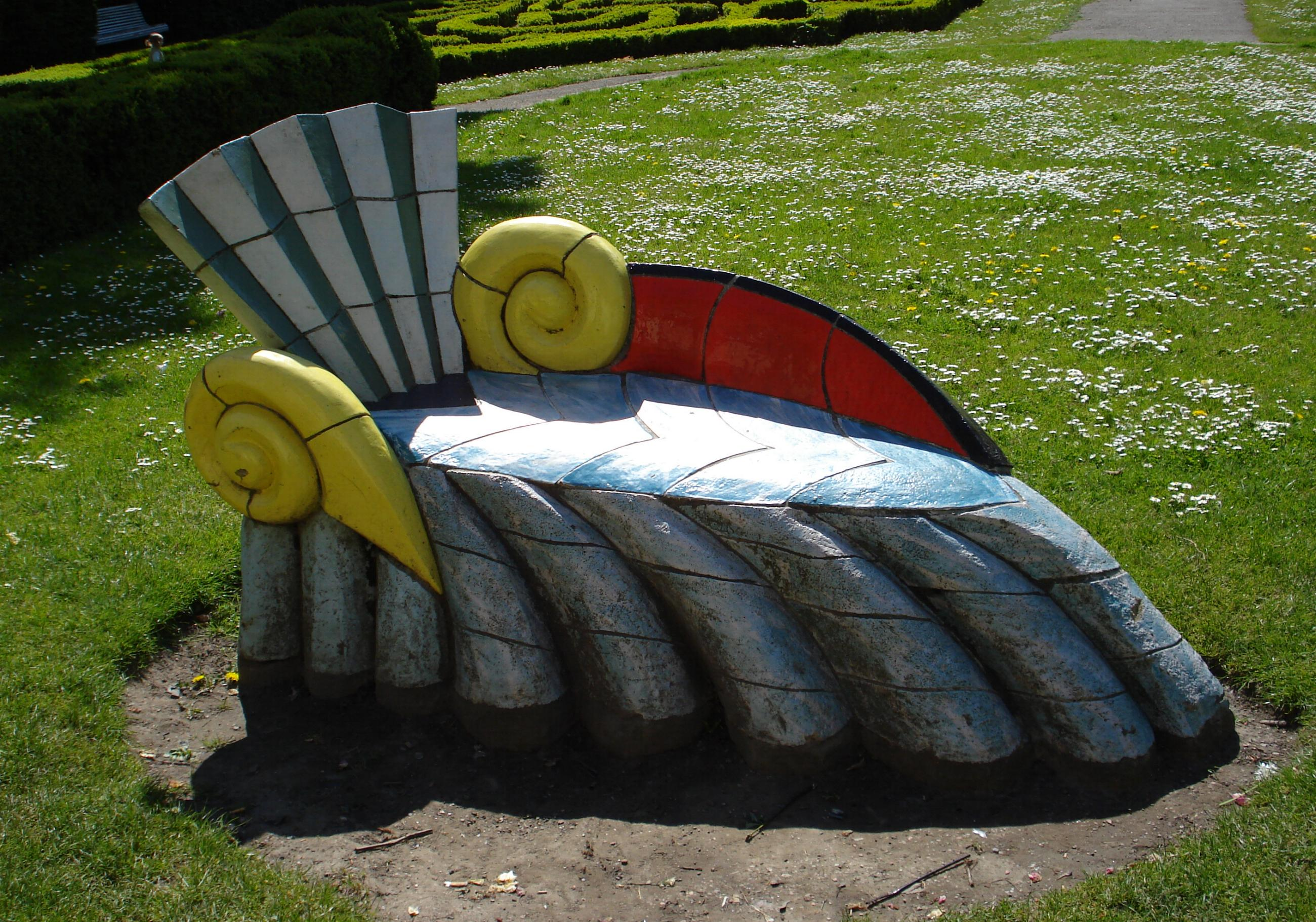
Dora Dolz, Vanitas (chaise longue) in Rotterdam (1988)
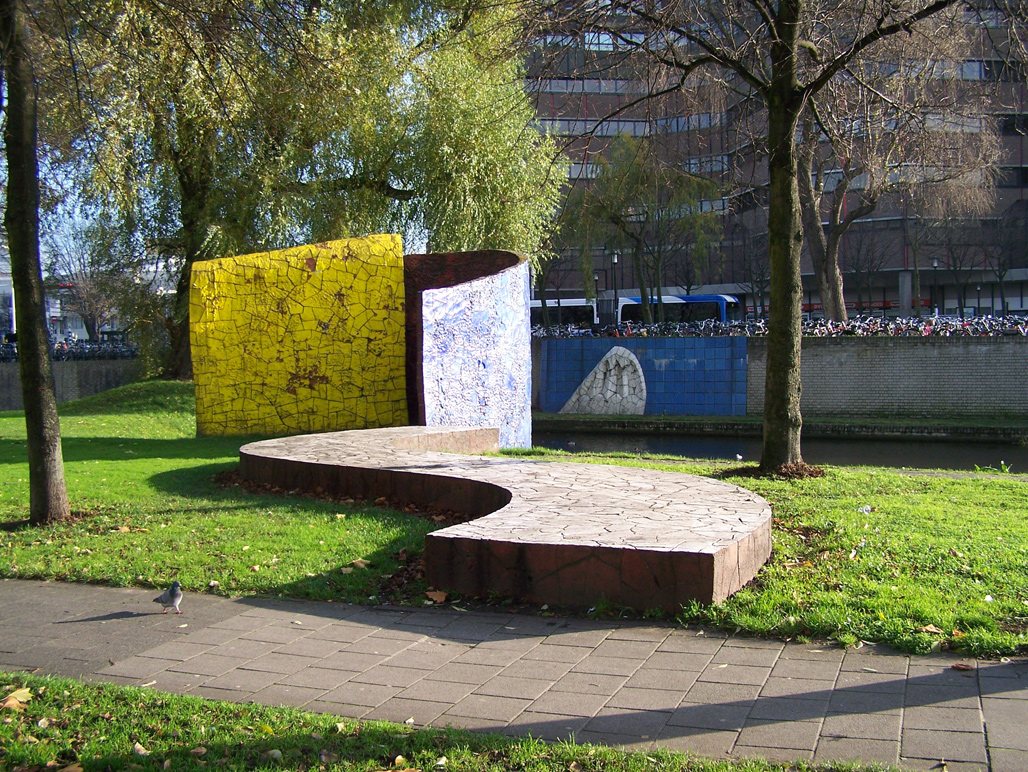
David Vandekop, Keramiek elementen, Smakkelaarsveld in Utrecht (1987)
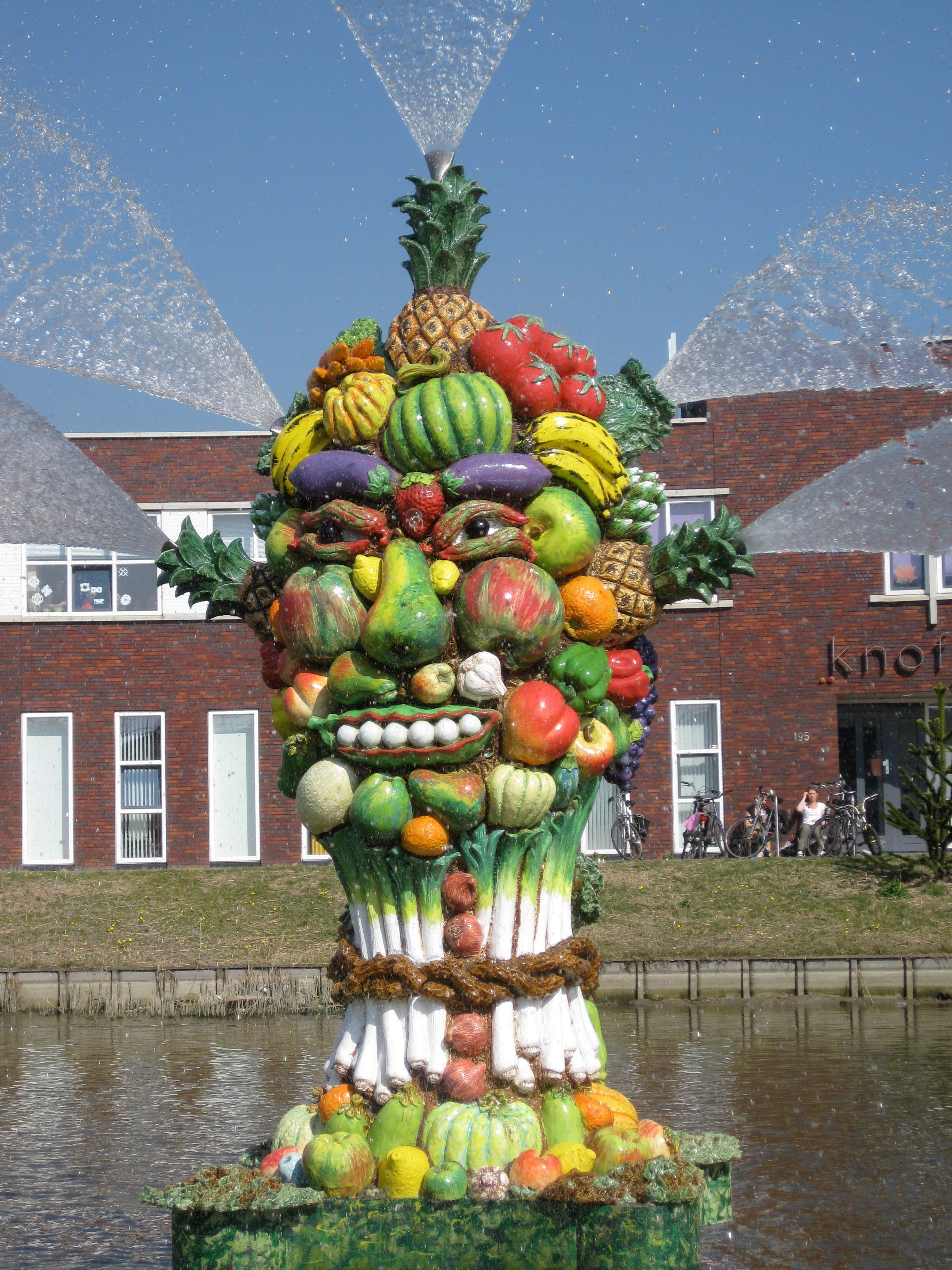
Hans van Bentem, 'FruitFace', vijver Wateringse Binnentuinen, Wateringse Veld in Den Haag (2010)
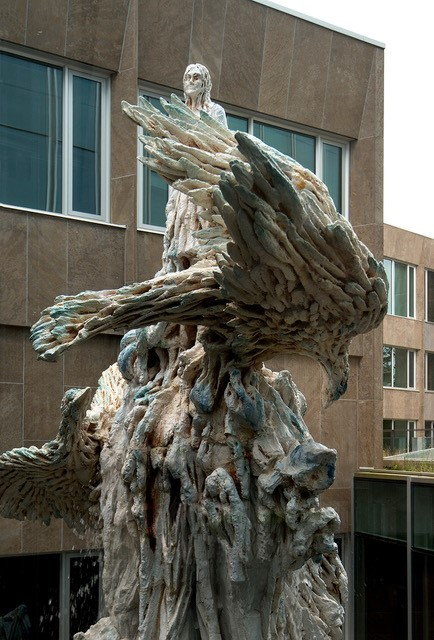
Anne Wentzel, 'Re-defining balance (as a matter of fact)', bij Rechtbank Overijssel in Zwolle (2016)